# Águilas Negras

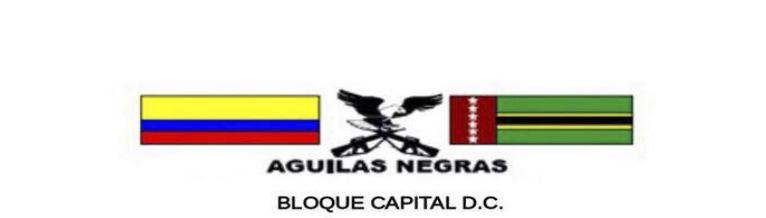

Águilas Negras (deutsch: Schwarze Adler) ist die Bezeichnung für eine Reihe kolumbianischer rechter paramilitärischer Organisationen im Drogenhandel und bewaffneten Konflikt in Kolumbien.

## Organisation

### Kolumbien
Teile der Águilas Negras haben sich aus bestehenden Kräften der 2006 eigentlich demobilisierten AUC gebildet, weitere sind neu entstanden. Erstmals tauchten sie 2006 in Cúcuta und Ocaña (Norte de Santander) auf und sollen zu dieser Zeit eine Stärke von ca. 4000 Mann gehabt haben. Später traten sie in 22 der 32 kolumbianischen Departamentos auf. Zu ihren Aktivitäten zählen neben dem Drogenschmuggel gezielte Morde, Erpressungen und die Verfolgung von Menschenrechtsaktivisten und linken Aktivisten.
Die Águilas Negras, die teilweise als dritte Generation der Paramilitärs in Kolumbien bezeichnet werden, werden zu den sog. BACRIM (spanisch Bandas criminales emergentes) gezählt, in Kolumbien auftretende kriminelle Banden.

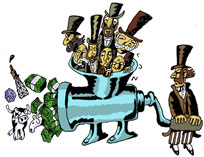

### Kuba
Ein Teil der Organisation hat sich zum Zwecke der Geldwäsche aus profitablen Drogengeschäften in Kuba festgesetzt. Laut Erkenntnissen des FBI werden von dort jährlich mehrere Tonnen Drogen über Mexiko dem Los Zetas Kartell zugespielt.